# Estação Castro Barros
A Estação Castro Barros é uma das estações do Metro de Buenos Aires, situada em Buenos Aires, entre a Estação Loria e a Estação Río de Janeiro. Faz parte da Linha A.
Foi inaugurada em 01 de abril de 1914. Localiza-se no cruzamento da Avenida Rivadavia com a Avenida Medrano e a Rua Castro Barros. Atende o bairro de Almagro.
Nas proximidades da estação está localizada a característica confeitaria portenha Las Violetas, além do reconhecido Hospital Italiano.
Esta estação pertenceu ao segundo tramo da linha, inaugurado em 1 de abril de 1914, que unia as estações de Río de Janeiro e Plaza de Mayo. Originalmente se denominou Medrano.
Seu nome é em honra a Pedro Ignacio Castro Barros, um político e sacerdote que representou a La Rioja no Congresso de Tucumán, que declararia a independência do país em 9 de julho de 1816.

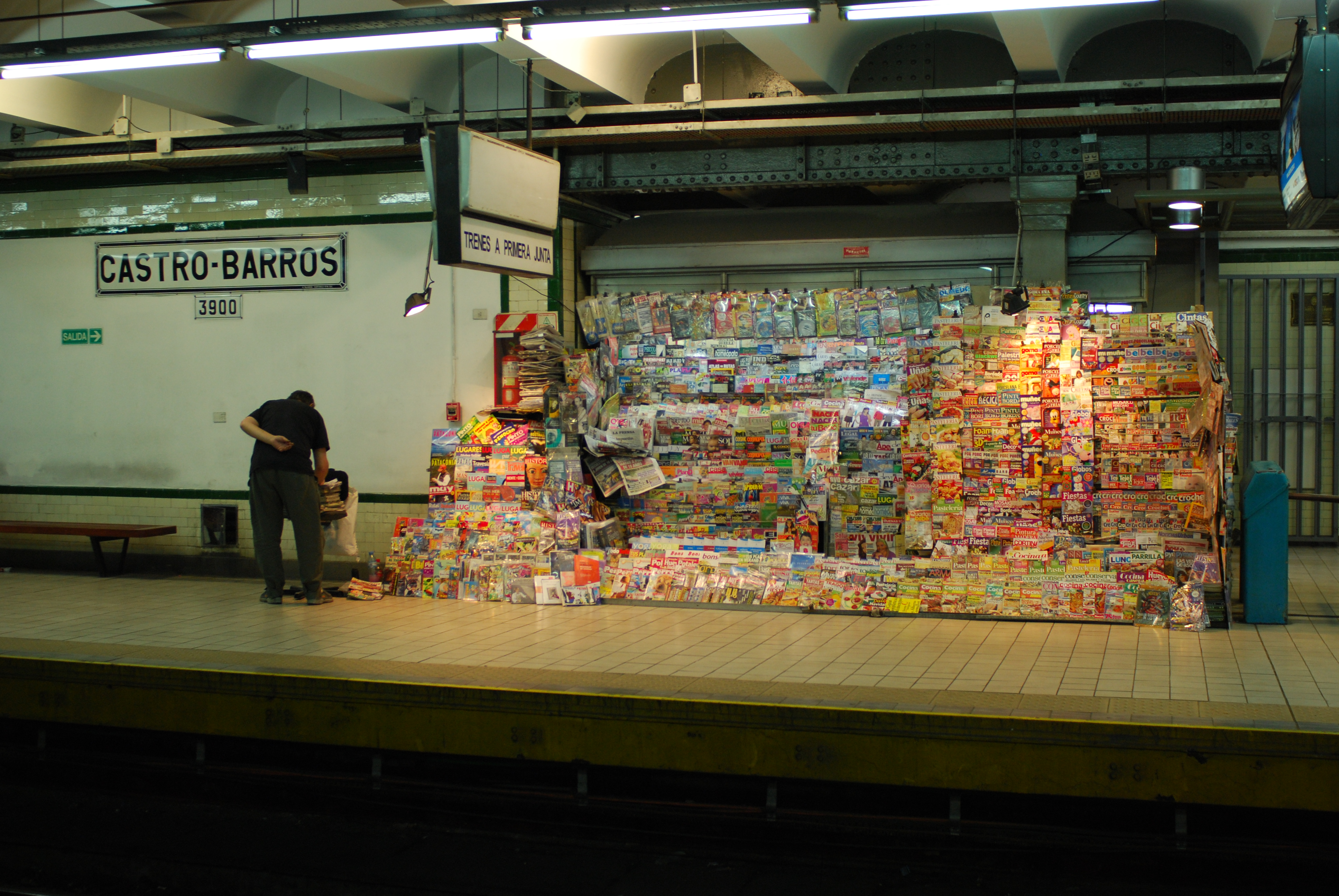
Banca de jornais na estação
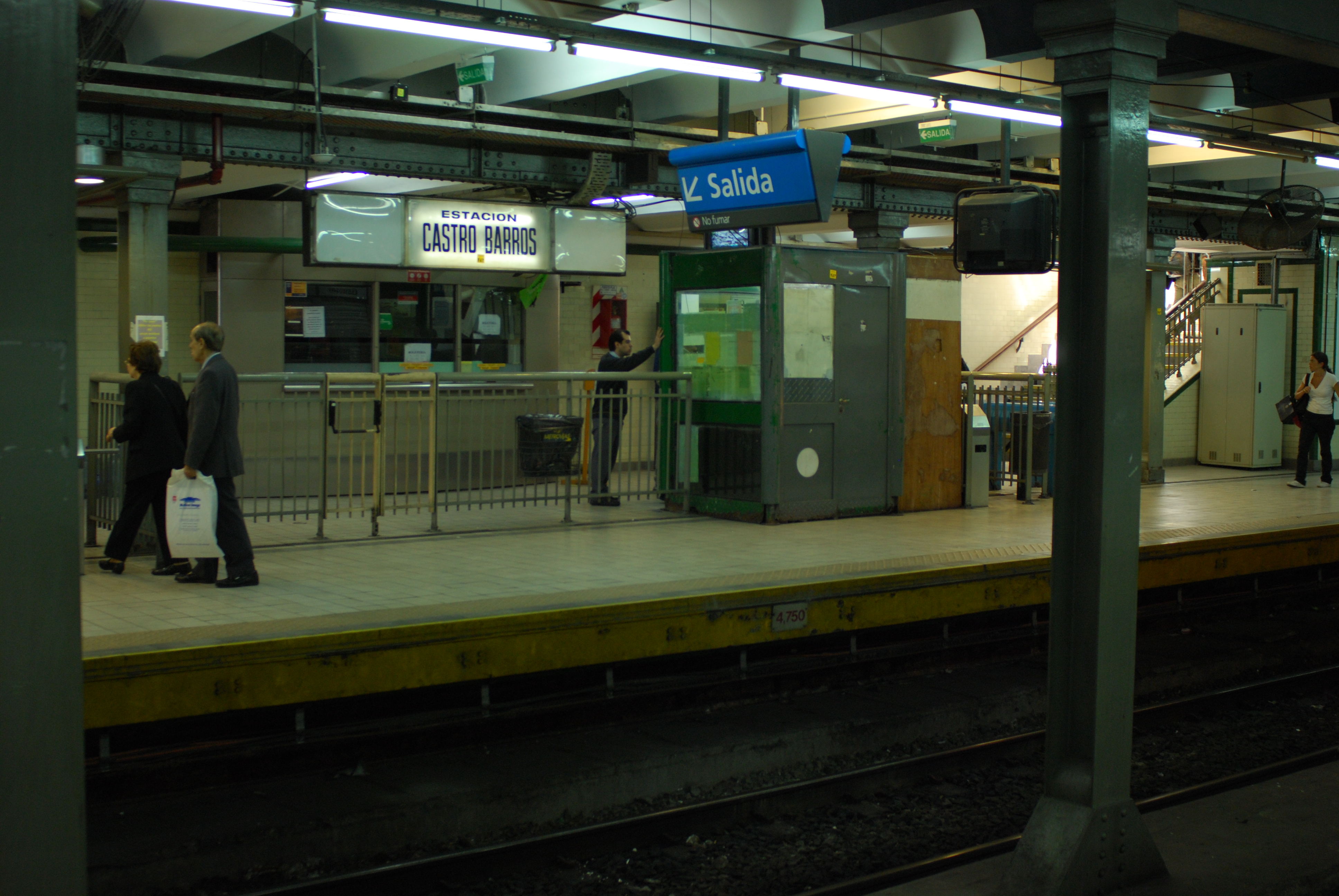
boletería e andén do lado de trens para Primera Junta
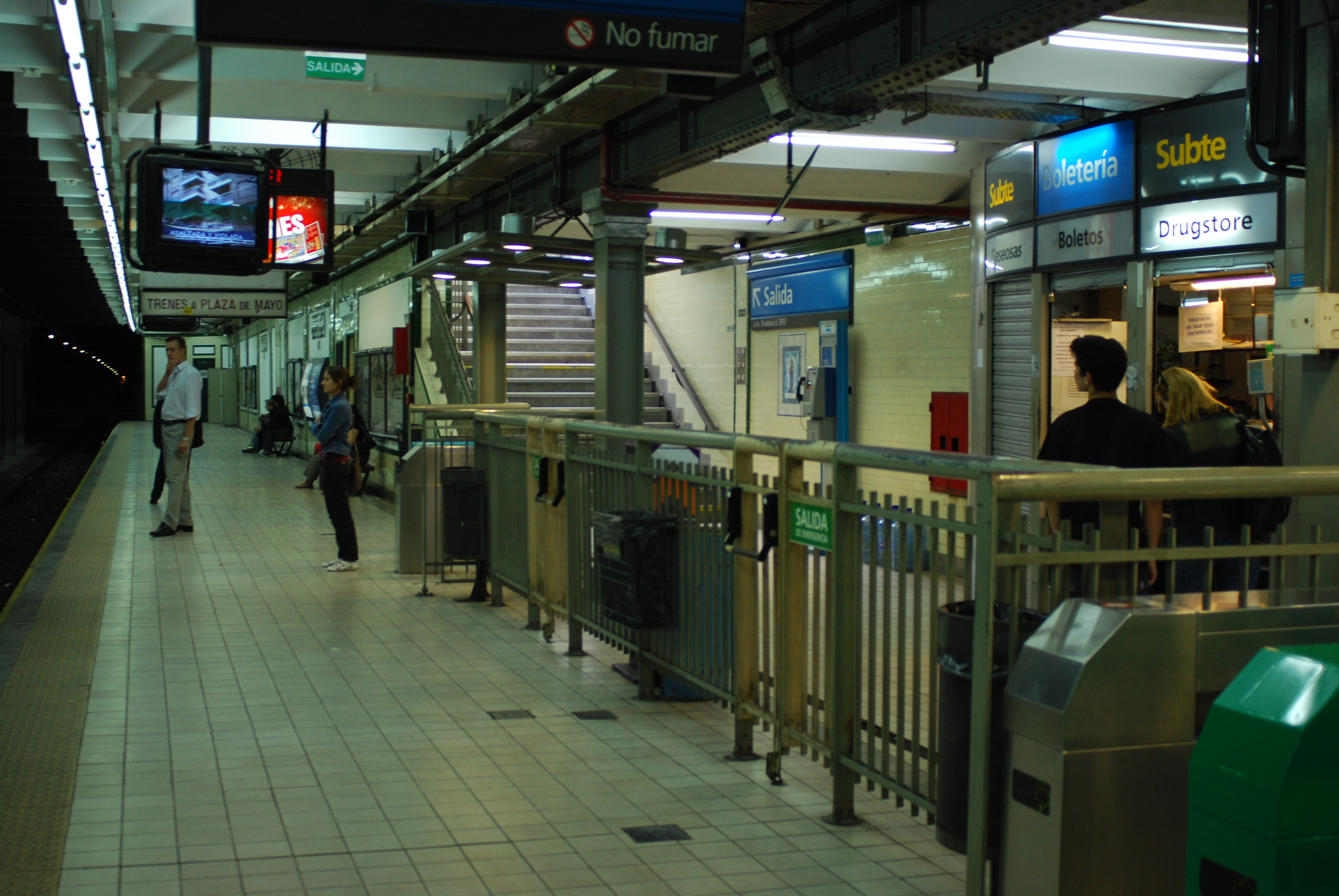
Andén para Plaza de Mayo